# Shima Spain Village

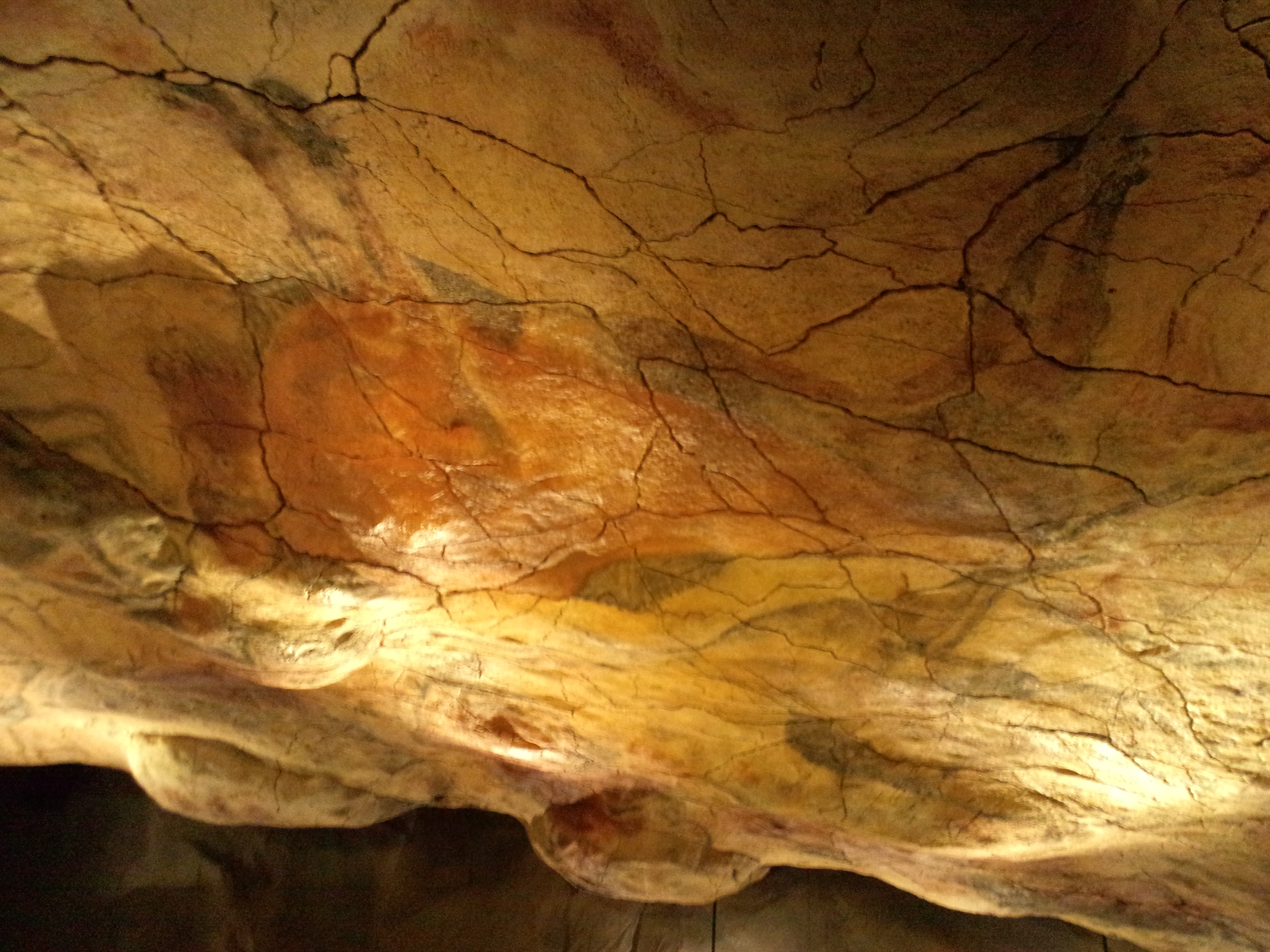
Copia della sala dei policromi della grotta di Altamira, realizzata da Múzquiz e Saura per il Parque España.

Il Shima Spain Village (志摩スペイン村?) è un parco tematico aperto nel 1994 in Giappone e dedicato in esclusiva alla storia, alla cultura e alle tradizioni spagnole.

## Attrazioni ed esposizioni

### Museo "Castillo de Xavier"
Nel museo "Castillo de Xavier", copia del castello di Xavier, si espongono elementi della storia di España dalla preistoria, con una copia del tetto dei policromi della grotta di Altamira, fino al presente. C'è anche un'esposizione di costumi tipici spagnoli.

### Montagne russe
- Gran Montserrat
- Los Pirineos
- Montserrat para los Niños
- Toro de Hierro

### Altre attrazioni
- Alicia en el País de las Maravillas
- Aventura Circense Aérea
- Batalla del Alcázar "Adelante"
- Bosque de Cuentos
- Brincos Animales
- Carrusel de Gaudí
- Casa Misteriosa de Choquy
- Castillo de Hielo
- Caza de Tesoros en el Castillo del Dragón
- Crucero Feliz
- Globos Amigos
- La Suite del Cascanueces
- La Tomatina
- Laguna Chap Chap
- Mundo 360 Fantasía de Dulcinea
- Pabellón de las Mascotas
- Salpicaduras Montserrat
- Santa María Oscilante
- Tiro al Edificio en Llamas
- Tren Fiesta
- Viaje Aventurero de Don Quijote
- Viaje de Vino y Cerveza por Europa